# Betriebskrankenkasse Vereinigte Deutsche Nickel-Werke
Die Betriebskrankenkasse Vereinigte Deutsche Nickel-Werke (BKK VDN) ist die Betriebskrankenkasse der Vereinigten Deutschen Nickel-Werke. Die deutsche gesetzliche Krankenversicherung ist für Versicherte aus den Bundesländern Hamburg, Nordrhein-Westfalen und Sachsen geöffnet.

## Geschichte
Die BKK VDN wurde im Jahr 1866 in Schwerte vom Firmeninhaber Friedrich Theodor Fleitmann unter dem Namen Krankenkasse des Westfälischen Nickelwalzwerks gegründet. 
Die BKK VDN fusionierte im Jahr 1995 mit der Gemeinsame Betriebskrankenkasse Hindrichs-Auffermann AG in Wuppertal. Mit der Öffnung im Jahr 1997 wurde eine Mitgliedschaft für alle gesetzlich Versicherten in Nordrhein-Westfalen und Sachsen möglich.
2005 folgte die Fusion mit der BKK F. W. Brökelmann Aluminiumwerk GmbH & Co. KG in Ense.
Seit 2007 ist die BKK VDN auch für Personen in Hamburg geöffnet.

## Weblink
- Offizielle Website